# R-92烏達爾左輪手槍
R-92「烏達爾」（英語：R-92 UDAR；“UDAR”意為：打擊）是一款由俄罗斯聯邦武器設計局俄联邦仪器设计局（KBP儀器設計局）在1990年代初所設計和研製，並且於1994年生產的警用左轮手枪。它是一款緊湊型雙動操作（DA）左輪手槍，發射形狀不同尋常的12.3毫米（.484英寸，或41鉛徑）口徑專屬型手枪子彈。
「烏達爾」裝有附帶護罩的擊錘，可以通過護罩頂部的切口槽手動待擊或待擊解脫。它裝有向左擺出的弹巢，並且利用星狀拋殼桿一次拋出所有擊發過後的空彈殼。

## 概述
「烏達爾」的槍管和彈巢為鋼製，底把由鋁合金所製成，而扳機則是由合成樹脂製成。該手槍最初設計用於發射催淚瓦斯（CS催淚性毒氣）氣霧劑、塑料警棍彈和橡膠鹿彈，用於自我保護或低致命性的人群控制。然而，它也有著配套的被甲中空與穿甲彈芯，用於自衛時對付武裝對手，並據報導也可發射铅製子彈。
該武器有著三種尺寸不同的彈巢（12.3×22毫米俄羅斯口徑、12.3×40毫米俄羅斯口徑，以及12.3×50毫米俄羅斯口徑）。該槍膛亦被交替描述為12.5毫米（0.492英寸口徑）、12.7毫米（.50英寸口徑）、32鉛徑（13.36毫米／0.526英寸口徑）或36鉛徑（12.85毫米／0.506英寸口徑）。所有彈藥均由圖拉彈藥廠 （Tula Cartridge Works，俄语罗马化：Tulskiy Patronniy Zavod）所製造，並且印有其民用（“TPZ”）或軍用（“539”）標題代碼。
迄今為止，該設計所取得的成功相對較少，並且未能在1990年代趕上與俄羅斯警方接觸。像大多數歐洲國家的警察一樣，他倆習慣使用半自動手槍而非左輪手槍，更喜歡大型彈匣和更快捷的重裝時間。普遍相信，在危機情況以下改變彈藥種類時，需要卸退和重新裝填彈巢，以及丟棄部分擊發過後的彈殼也是不切實際的事。只有MVD已經採用一小批。

## 衍生型
- 「烏達爾」的設計基於發射9×18毫米馬卡羅夫（英语：9×18mm Makarov）口徑手枪子彈、向警察出售的R-92緊湊型左輪手槍。衍生型（R-92S）則是製為9×17毫米白朗寧短彈（英语：.380 ACP），供私人保安人員和保鏢使用。
- 「烏達爾」-S（“Service”，意為：制式）又稱U94S（俄语：У-94С），發射12.3×22毫米俄羅斯口徑PM-32手枪子彈，設計上為傳統的左輪手槍，供私人保安、保鏢或註重安全意識的貴賓所使用。它只發射铅製彈芯，但是穿甲彈丸（英语：Armor-piercing bullet）不供商業銷售。
- 「烏達爾」-TS（“Training Service”，意為：訓練制式）又稱U94TS（俄语：У-94КС），為訓練用途而發射裝滿油漆的12.3×40毫米俄羅斯口徑手枪子彈。它也可以用於人群控制，藉由染料彈或麝香彈，標記骚乱者以便其後將其逮捕。

## 類似的設計
- 中央研究精密機械製造局（英语：TsNIITochMash）生產了其「烏達爾」版本。[6]其重量為950克，裝有一根更長的槍管（總長為210毫米），單動或雙動操作扳機、採用外露式擊錘並且利用兩部分互鎖的5發式全月夾（英语：Moon clip）裝彈。可用的彈藥包括铅製彈芯、穿甲（英语：Armor-piercing bullet）彈芯、空包彈、胡椒噴霧彈、標記染料彈，以及橡膠警棍彈。
- AKBP （俄语：Агентство Коммерческой Безопасности Специзделия，意為“商業保安局的特殊產品”）命名為勇士（俄语：Ратник (револьвер)）（“Ratnik”），發射13×45毫米手枪子彈，[7]它發射的彈藥彈為空包彈、雙枚式橡膠散彈彈丸，（兩顆13毫米橡膠實心彈）或催淚瓦斯氣溶膠彈。勇士410×45TK是一款小口徑自衛版本，發射基於.410號鉛徑霰彈藥筒的.410鉛徑1.77英吋（10.4×45毫米）子彈。它只能發射橡膠子彈。[8]
- KBP OTs-20（英语：OTs-20 Gnom）地精 （Gnom，俄语罗马化：Gnome）是一款傳統的大型底把左輪手槍，設計用於擊發12.5×40毫米切短的32鉛徑全銅霰彈藥筒的彈藥。它可發射STs110穿甲彈芯、STs110-04空心鉛彈芯和STs110-02鉛製彈芯彈藥。

## 使用國
- 俄羅斯
  - 俄罗斯联邦内务部
  - 俄羅斯聯邦檢察官辦公室（俄语：Прокуратура Российской Федерации）
  - 俄羅斯聯邦最高法院司法部（俄语：Судебный департамент при Верховном суде Российской Федерации）
- 白俄羅斯

## 圖集

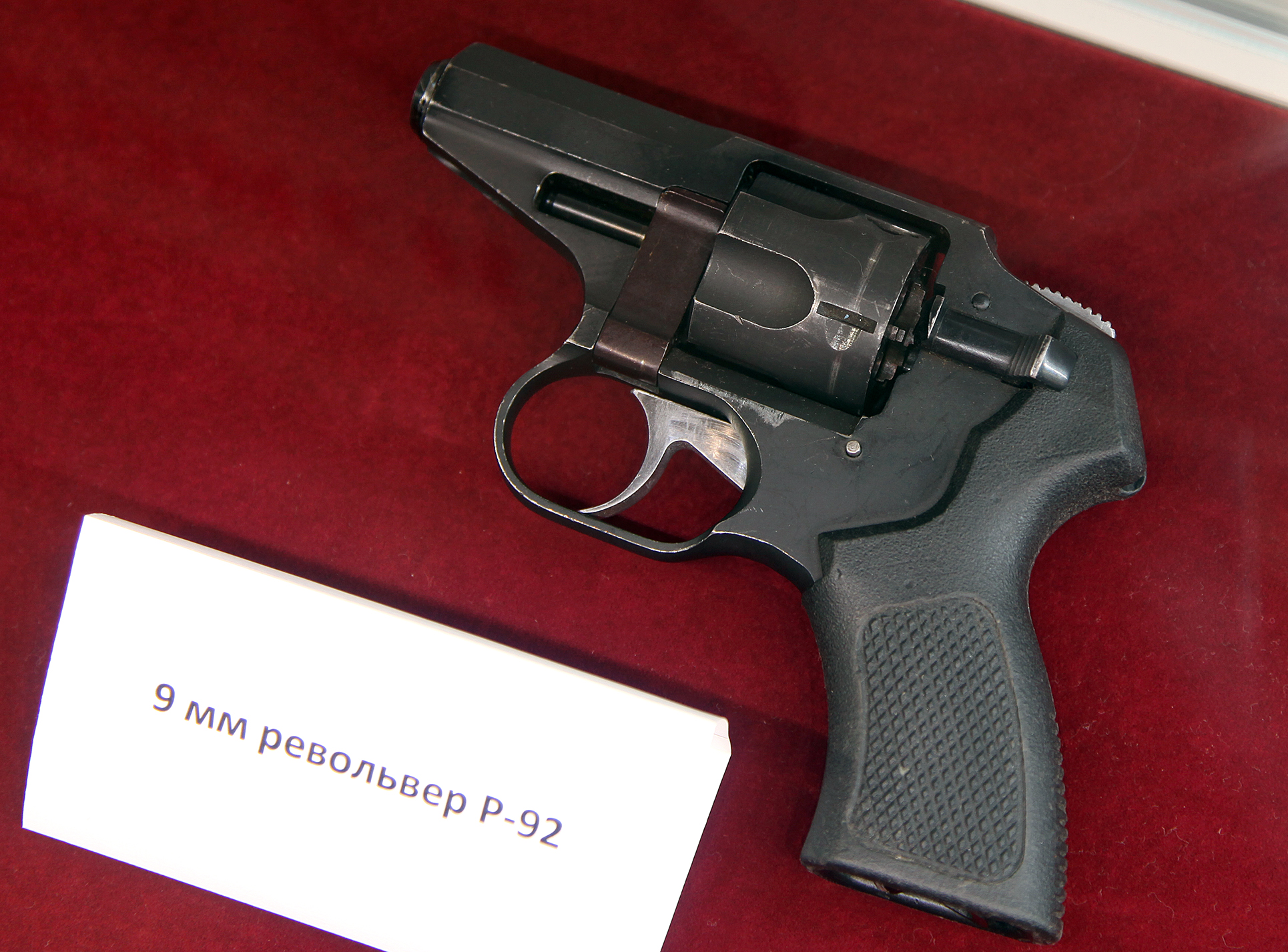
在圖拉國家武器博物館上展出的R-92左輪手槍
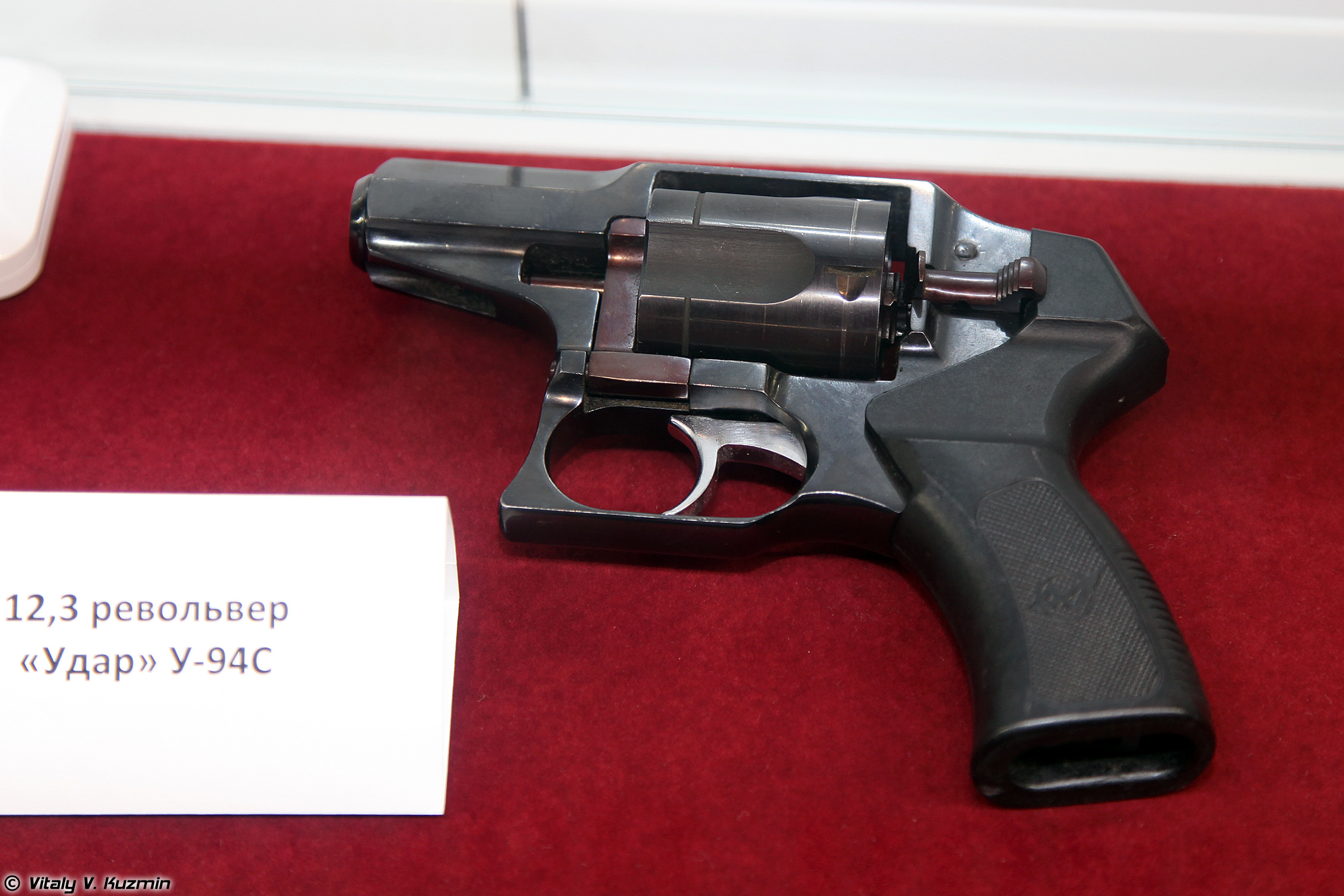
U94S，又稱「烏達爾」-S

## 資料來源
1. ↑  .   [2019-08-30]. （原始内容存档于2016-09-28）.
2. ↑  U-94 "Udar" revolver (Russia) （页面存档备份，存于）, World Guns
3. ↑  .   [2019-08-30]. （原始内容存档于2013-09-14）.
4. ↑  .   [2019-08-30]. （原始内容存档于2018-04-06）.
5. ↑  .   [2019-08-30]. （原始内容存档于2013-01-26）.
6. ↑  .   [2019-08-30]. （原始内容存档于2012-07-01）.
7. ↑  .   [2019-08-30]. （原始内容存档于2013-08-28）.
8. ↑  .   [2011-03-14]. （原始内容存档于2014-02-28）.

## 外部連結
- （英文）—KBP Instrument Design Bureau - official site